# Paísio II de Constantinopla
Paísio II de Constantinopla (em grego: Παΐσιος Β΄; m. 11 de dezembro de 1756), dito Kioumourtzoglou (em grego: Κιουμουρτζόγλου), foi patriarca ecumênico de Constantinopla quatro vezes em meados do século XVIII, entre 1726 e 1732, 1740 e 1743, 1744 e 1748 e finalmente entre 1751 e 1752.

## História
Paísio era natural de Kayseri e seu sobrenome era Kioumourtzoglou, um nome turco comum entre os gregos capadócios caramanlidas. É provável que ele tenha se mudado ainda muito jovem para Istambul e se tornou bispo metropolitano de Nicomédia, com certeza antes de 1716 e provavelmente em 1712.
A primeira vez que Paísio foi eleito patriarca foi em 20 de novembro de 1726, o mesmo dia no qual o patriarca-eleito Calínico III foi encontrado morto em sua casa antes de ser entronizado. Paísio foi imediatamente escolhido pela facção que havia eleito Calínico para evitar que o trono voltasse para o recém-deposto Jeremias III. Os primeiros anos de seu reinado foram marcados por conflitos com a facção que existia nas imediações da cidade de Kayseri, cujos principais representantes eram o próprio Jeremias III e o futuro patriarca Neófito VI, a despeito de o próprio Paísio ser natural de Kayseri. Em 1731, esta facção tentou depô-lo para restaurar Jeremias, mas fracassou. Uma segunda tentativa, em setembro de 1732, teve resultado diferente e Jeremias III voltou ao trono patriarcal. Contudo, Jeremias III logo teve que renunciar por causa de problemas de saúde e um patriarca de Nicomédia, Serafim I, o sucedeu. Depois dele, foi eleito novamente um patriarca de Kayseri, Neófito VI, que reinou por seis anos.
O reinado de Neófito VI terminou por decisão do grão-vizir Nişancı Ahmed Pasha, que permitiu que Paísio fosse reinstalado para um segundo mandato em agosto de 1740. Porém, três anos mais tarde, em maio de 1743, Paísio foi deposto pelas autoridades otomanas por questões financeiras e Neófito VI foi restaurado.
O terceiro mandato de Paísio começou em março de 1744, quando ele conseguiu depor Neófito VI. Logo depois, porém, surgiu um novo adversário, o bispo metropolitano de Nicomédia e futuro patriarca Cirilo V Caracalo, que fez acusações contra Paísio e conseguiu depô-lo em 28 de setembro de 1748. As acusações eram principalmente em relação ao gerenciamento financeiro de Paísio do millet (a comunidade civil cristã aos cuidados do Patriarcado): para tentar reduzir a enorme dívida do Patriarcado, Paísio aumentou a cobrança de impostos, principalmente sobre os leigos, o que provocou enorme descontamento.
Finalmente, o quarto mandato de Paísio II foi pouco mais do que um interlúdio no reinado de Cirilo V e começou nos últimos dias de maio de 1751, quando Cirilo foi deposto tanto por causa de suas leis sobre impostos quanto por causa de sua posição intransigente em favor da necessidade de rebatizar convertidos da Igreja Apostólica Armênia e da Igreja Latina. Cirilo, porém, tinha o apoio de uma grande parte da população e pelo demagogo monge Auxêncio, que instigou revoltas que culminaram num ataque violento à sede do Patriarcado e na prisão do próprio Paísio II, que foi deposto. Cirilo V foi reinstalado em 7 de setembro de 1752 depois de um "presente" às autoridades otomanas no valor de 45 000 kurus.
Depois desta última deposição, Paísio se retirou para o Mosteiro de Kamariotissa, na ilha de Halki (Heybeliada), onde ele morreu em 11 de dezembro de 1756.